# Platysace heterophylla
Platysace heterophylla är en flockblommig växtart som först beskrevs av George Bentham, och fick sitt nu gällande namn av C.Norman. Platysace heterophylla ingår i släktet Platysace och familjen flockblommiga växter.

## Underarter
Arten delas in i följande underarter:
- P. h. hetrophylla
- P. h. tepperi